# HJH
HJH is een historisch merk van motorfietsen.
De bedrijfsnaam was: H.J. Hulsman (Industries), Canal Side Works, Neath, Glamorgan.
Dit was een Brits merk dat van 1954 tot 1956 eenvoudige motorfietsen produceerde. Daarvoor maakte men eigen frames waarin 147- tot 224cc-Villiers-inbouwmotoren werden gemonteerd.